# Гілозоїзм
Гілозоїзм (грец. ὕλη hyle — речовина, матерія і ζωή zoe — життя) — філософська концепція, яка визнає, що всі тіла космосу мають душу.
Гілозоїзм знімає принципові розходження, відмінності між неорганічною та живою природою.
Гілозоїзм — це учення натурфілософів (гілозоїстів), які дотримувалися матеріалістично-пантеїстичних поглядів і визначали субстанцію світу як одухотворену матерію, що має здатність до відчуття й мислення.

## Історія терміна
Термін увів Кедворт в 1678 для означення ранніх грецьких філософських концепцій, які визначали наявність душі — загальною властивістю матерії, притаманною як макро- так і мікрокосму (Фалес, Анаксимандр, Анаксимен).
Соціокультурні витоки гілозоїзму сягають ранніх культур Заходу і Сходу, які вважали природу єдиним цілісним організмом.